# Отец (фильм, 2015)
«Отец» (алб. Babai) — косовский драматический фильм, снятый дебютантом Висаром Морином. Мировая премьера ленты состоялась 28 июня 2015 года на международном Мюнхенском кинофестивале. В июле на международном кинофестивале в Карловых Варах 2015 года Висар Морина получил награду как лучший режиссёр. Фильм страной был выдвинут на премию «Оскар-2016» в номинации «лучший фильм на иностранном языке». Бюджет ленты составляет €1 914 000, что делает его самым дорогим фильмом Косова.

## Сюжет
События в фильме происходят в Косово в начале девяностых годов за некоторое время до вооруженного конфликта с Сербией, который состоялся в конце десятилетия. Так как мама ушла из семьи, десятилетний Нори очень привязан к отцу Гезиму, который зарабатывает деньги, продавая сигареты на улице. 
Они живут у своего дальнего родственника Адема, но когда его старший сын женится, Гезим с Нори уходят. Однажды Гезим принимает решение нелегально отправиться на заработки в Германию, бросив сына в Косово. Но после опасного, богатого событиями путешествия Нори наконец добирается до Германии и воссоединяется с отцом. Тем временем, шансы, что они смогут остаться в Германии, выглядят слабо — ходатайство отца об убежище отклонено.

## В ролях
- Вэл Малоку — Нори
- Астрит Кабасхи — Гезим
- Адриана Матоши — Валентина
- Энвер Петровци — Адем
- Джевдет Ясари — Бедри

## Признание
| Награды и номинации фильма «Отец» | Награды и номинации фильма «Отец»            | Награды и номинации фильма «Отец»               | Награды и номинации фильма «Отец» | Награды и номинации фильма «Отец» | Награды и номинации фильма «Отец» |
| Год                               | Награда                                      | Категория                                       | Номинант                          | Результат                         |                                   |
| --------------------------------- | -------------------------------------------- | ----------------------------------------------- | --------------------------------- | --------------------------------- | --------------------------------- |
| 2015                              | Международный кинофестиваль в Карловых Варах | Лучший режиссер                                 | Висар Морина                      | Победа                            |                                   |
| 2015                              | Международный кинофестиваль в Карловых Варах | Награда Лейбла европейского кино                | Висар Морина                      | Победа                            |                                   |
| 2015                              | Международный кинофестиваль в Карловых Варах | «Хрустальный глобус» за лучший фильм            | «Отец»                            | Номинация                         |                                   |
| 2015                              | Мюнхенский кинофестиваль                     | Приз One Future                                 | Висар Морина                      | Победа                            |                                   |
| 2015                              | Мюнхенский кинофестиваль                     | Лучший режиссер («Молодое немецкое кино»)       | Висар Морина                      | Победа                            |                                   |
| 2015                              | Мюнхенский кинофестиваль                     | Лучший сценарий («Молодое немецкое кино»)       | Висар Морина                      | Победа                            |                                   |
| 2015                              | Мюнхенский кинофестиваль                     | Лучшая актёрская игра («Молодое немецкое кино») | Вэл Малоку и Астрит Кабасхи       | Победа                            |                                   |

## Ссылка
- «Отец» (англ.) на сайте Internet Movie Database